# فرانکنبلیک

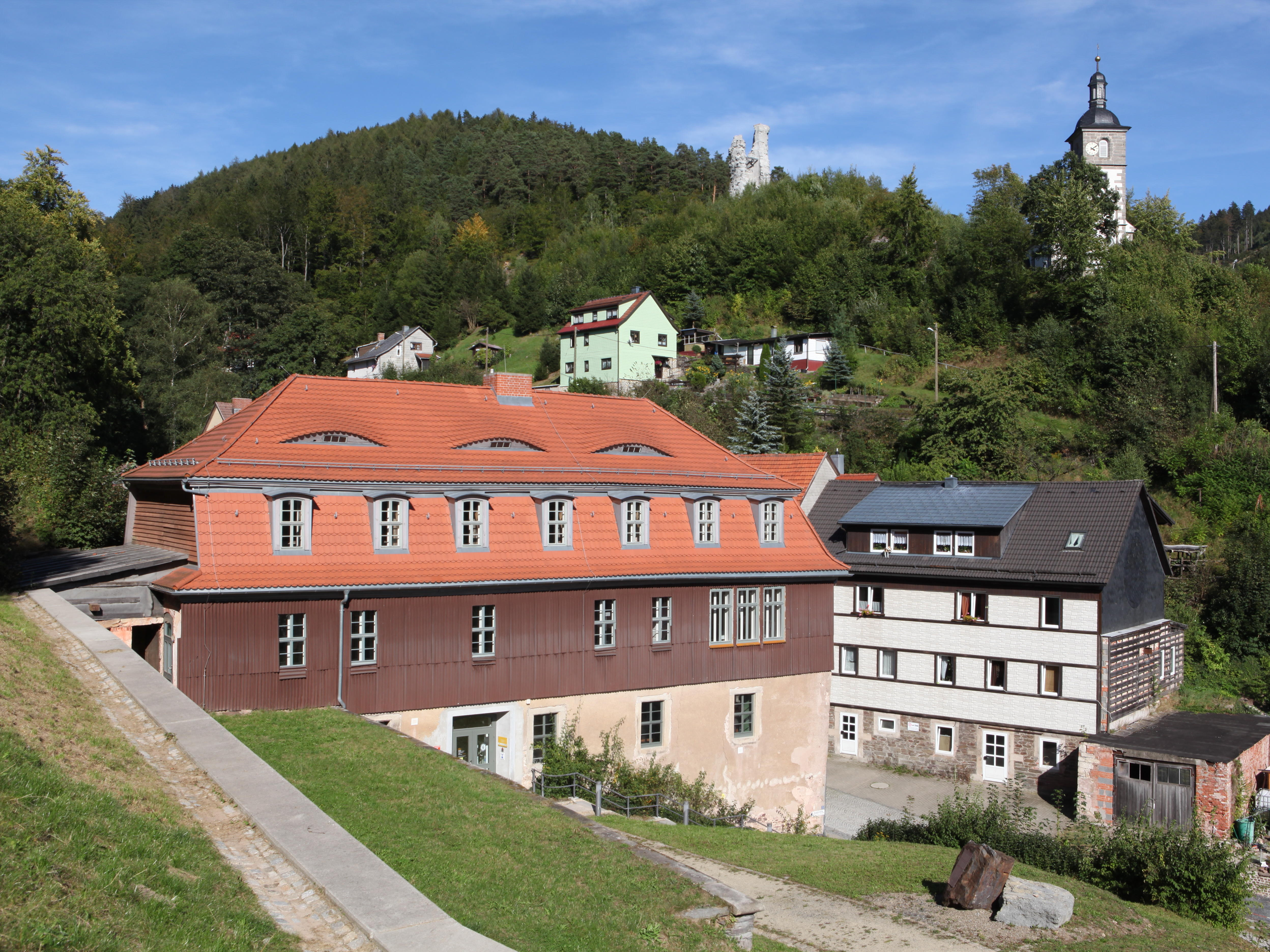
منطقه مسکونی در آلمان

فرانکنبلیک (به آلمانی: Frankenblick) یک شهر در آلمان است که در Sonneberg واقع شده‌است. فرانکنبلیک ۶٬۴۱۶ نفر جمعیت دارد.

## خواهرخوانده
شهر Waldstetten خواهرخواندهٔ فرانکنبلیک هست.